# Гелен Юстіс
Гелен Юстіс (англ. Helen Eustis, також Гелен Вайт Юстіс, англ. Helen White Eustis; 31 грудня 1916, Цинциннаті, Огайо, США — 11 січня 2015, Мангеттен, Нью-Йорк) — американська письменниця та перекладачка. Лауреатка премії Едгара По в номінації «Найкращий перший роман американського письменника» за роман «Горизонтальна людина» у 1947 році.

## Біографія
Вивчала мистецтво в Сміт-коледжі. Одружилася зі своїм викладачем англійської мови, професором Альфредом Янгом Фішером. У них народився син Адам. Шлюб з ним з часом розпався, і вона згодом одружилася з фотокореспондентом Мартіном Гаррісом, шлюб проіснував недовго.
Навчальний заклад закінчила в 1938 році. Згодом отримала ступінь доктора філософії в англійській мові в Колумбійському університеті й вирішила обрати письменницьку кар'єру.

Гелен Юстіс у молодості

Її дебютний роман «Горизонтальна людина» (1946) частково базувався на досвіді під час навчання у Сміт-коледжі. Професор-філантроп убитий у своєму домі, і підозрювані (студенти та персонал) або божевільні, або закохані, або суперники жертви.
Другий роман «Убивця дурнів» (1954) з'явився через 8 років після першого. У ньому Юстіс описала пригоди хлопця, який мандрував Середнім Заходом з ветераном Громадянської війни, який страждав на амнезію. На основі роману знятий однойменний фільм 1965 року з Ентоні Перкінсом та Едвардом Альбертом.
У своїй творчості Юстіс надавала перевагу оповіданням, які іноді були більше психологічними, ніж детективними. Писала їх на замовлення численних часописів того часу. Оповідання «Американський дім» виграло премію О. Генрі в 1947 році і з'явилося в збірці оповідань «Від'їзд капітанів і королів».
Перекладала французькі оповідання, зокрема, Жоржа Сіменона.

### Романи
- The Horizontal Man (1946) (Горизонтальна людина)
- The Fool Killer (1954) (Убивця дурнів)

### Оповідання
- The Captains and the Kings Depart (1949) (Від'їзд капітанів і королів)
- «The Rider on a Pale Horse» (1950) (Вершник на блідому коні), пізніше опубліковане під іншою назвою «Mr. Death and the Redheaded Woman» (Містер Смерть і рудоволоса жінка). Був узятий за основу однієї серії в американському телесеріалі «Театр Дженерал Електрик» у 1954 році. У серіалі грали Рональд Рейган і його дружина.